# ثيودور ستيغ
ثيودور ستيغ (19 ديسمبر 1868 – 19 ديسمبر 1950) محامي وأستاذ للفلسفة أصبح فيما بعد رئيس وزراء فرنسا.
دخل ستيغ السياسة الفرنسية عام 1904 كاشتراكي راديكالي، على الرغم من أن آرائه كانت معتدلة بشكل عام. شغل منصب نائب عن منطقة السين من عام 1904 إلى 1914، ثم عضوًا في مجلس الشيوخ من عام 1914 إلى 1944. تولّى في فترات مختلفة مناصب وزير التعليم العالي، ووزير الداخلية، ووزير العدل، ووزير المستعمرات. في عشرينيات القرن العشرين، كان مسؤولًا عن الإدارة الاستعمارية في كل من الجزائر ومن ثم المغرب. شجّع مشاريع الريّ على توفير الأراضي للمستوطنين الفرنسيين في وقت كانت فيه المطالب السياسية والاقتصادية للسكان الأصليين تتزايد، ورافقها تصاعد في الاضطرابات. شغل ستيغ لفترة وجيزة منصب رئيس الوزراء بين عامي 1930 و1931.

## السنوات الأولى
وُلِد جول جوزيف ثيودور ستيغ في ليبورن، غيروند، في 19 ديسمبر 1868. كان من أصل ألماني، وهو أمر استغلّه معارضوه السياسيون لاحقًا لمهاجمته. كان والده، جول ستيغ (1836–1898)، قسًا بروتستانتيًا تحوّل إلى الصحافة ثم أصبح نائبًا راديكاليًا في الجمعية الوطنية.
كانت والدته آن ماري زوي توييس، المولودة عام 1840 في مدينة أورتيز، بإقليم البرينيه السفلى.
درس ثيودور ستيغ في كلية ليبورن، ثم التحق بمدرسة ليسيه هنري الرابع في باريس. قُبل في جامعة باريس وكلية الحقوق، حيث حصل على المركز الأول عام 1887. نال شهادتي البكالوريوس في الحقوق والآداب عام 1890، ثم بدأ دراساته للحصول على شهادة الأغريغاسيون في الفلسفة، حيث حصل على المرتبة الأولى عام 1895. في 25 أكتوبر 1892، تزوج من إيوالدين بونيه-موري (المولودة في 14 يونيو 1872 في دوردريخت، هولندا). كانت ابنة غاستون بونيه-موري، العضو المراسل في المعهد الفرنسي وحامل وسام جوقة الشرف، كما كانت شقيقة زوجة المهندس الحكومي ليكور. أنجب الزوجان ثلاث بنات، ووُلدت كبرى بناتهما، جولييت إيزابيل، في 14 أبريل 1894 وأصبحت طبيبة ثم تزوجت من طبيب.
درّس ثيودور ستيغ في المدرسة الألزاسية منذ عام 1892 حتى عام 1894، ثم تم تعيينه أستاذًا للفلسفة في كلية فان، وبعد ذلك درّس في كلية نيور. في عام 1897، شارك في تأسيس «اتحاد الشعب» مع كل من فرديناند بوسون، وموريس بوشور، وإميل دوكلو، وبولين كيرغومار، وتولى منصب سكرتير الاتحاد لمدة عامين. بعد عودته إلى باريس، درّس الفلسفة في المدرسة الألزاسية وفي ليسيه شارلمان حتى عام 1904.

## المسيرة السياسية

### نائب في البرلمان (1904–1914)
تم انتخاب ثيودور ستيغ نائبًا عن منطقة السين عام 1904، وكان يبلغ من العمر 35 عامًا. ترشح كاشتراكي راديكالي في انتخابات فرعية خلفًا لإميل دوبوا، الذي توفي في 7 مايو 1904. فاز في الجولة الثانية من الانتخابات في 24 يوليو 1904 عن الدائرة الثانية من الدائرة الرابعة عشرة في باريس. كنائب جديد في البرلمان، ركّز ستيغ جهوده على حملة لحماية وتعليم الأطفال. أصبح محاميًا في باريس عام 1905، وأُعيد انتخابه بأغلبية متزايدة في عامي 1906 و1910.  في عام 1906، تم انتخابه عضوًا في لجنة الميزانية المسؤولة عن البريد والتلغراف. وفي عام 1907، عُيّن مقررًا لميزانية التعليم العام.
تم تعيين ثيودور ستيغ وزيرًا للتعليم العام والفنون الجميلة في حكومة إرنست مونيه في 2 مارس 1911. في 21 أغسطس 1911، سُرقت لوحة الموناليزا من متحف اللوفر، مما أجبر ستيغ على فتح تحقيق إداري لمعرفة كيف يمكن أن تُسرق لوحة بهذه الأهمية من متحف كبير كهذا. كان ستيغ مؤيدًا لحركة «السوربون الجديدة» التي أكدت على المبادئ الجمهورية الأساسية. رفض التماسًا لمراجعة إصلاحات السوربون لعام 1902، التي كانت الحكومة ملتزمة بها.
في 14 يناير 1912، تولّى ستيغ منصب وزير الداخلية في حكومة ريمون بوانكاريه. في نفس العام، أشار مؤتمر تونس للطب النفسي وعلم الأعصاب إلى النقص الحاد في المرافق لعلاج المرضى النفسيين في المستعمرات. عمل ستيغ مع الحاكم العام الجزائري شارل لوتو لإنشاء لجنة تخطيط لتحسين الرعاية النفسية في المستعمرة. قدمت اللجنة تقريرها في عام 1914. أوصت ببناء مستشفى للأمراض النفسية في البليدة، لكن اندلاع الحرب العالمية الأولى أخّر تنفيذ المشروع.
في 21 يناير 1913، عاد ستيغ لفترة وجيزة إلى وزارة التعليم العام والفنون الجميلة في الحكومتين الثالثة والرابعة لأريستيد بريان، وظل في المنصب حتى 21 مارس 1913. بعد ذلك، عاد إلى مقعده في الجمعية الوطنية، حيث عمل مع موريس فيوليت لإدخال تحسينات إنسانية على القانون المدني، لا سيما فيما يتعلق بحقوق الأطفال غير الشرعيين.

### عضو مجلس الشيوخ (1914-1921)
في 12 مارس 1914، ترشح ثيودور ستيغ في انتخابات مجلس الشيوخ عن دائرة السين ليحل محل أثاناس باسينيت، الذي توفي في 12 فبراير 1914. فاز ستيغ في الجولة الثانية من التصويت وانضم إلى اليسار الديمقراطي. مع اندلاع الحرب العالمية الأولى (1914–1918) في يوليو 1914، أصبح ستيغ عضوًا في اللجنة المالية وعمل في العديد من اللجان الخاصة عام 1915. في 20 مارس 1917، انضم إلى الحكومة الخامسة لألكسندر ريبو كوزير للتعليم العام والفنون الجميلة، حيث تبنّى قانون رعاية أبناء الوطن. في 12 سبتمبر 1917، خلف بول بانلوفي ريبو في رئاسة الحكومة، في وقت كانت فرنسا تواجه فيه صراعًا من أجل البقاء. شغل ستيغ لفترة وجيزة منصب وزير الداخلية في حكومة بانلوفي، لكنه غادر المنصب في 16 نوفمبر 1917.
عاد ستيغ إلى العمل البرلماني في عامي 1918 و1919. ترشح لإعادة انتخابه لمجلس الشيوخ في 11 يناير 1920، وفاز من الجولة الأولى. في 20 يناير 1920، تم تعيينه وزيرًا للداخلية في حكومة ألكسندر ميليران. كان اليمين قد فاز في الانتخابات وكان تعيين اشتراكي راديكالي في هذا المنصب الحساس مثيرًا للجدل. هاجم ليون دوديت ستيغ، محاولًا دون جدوى إقناع ميلران بالتخلي عن ترشيح ستيغ. ومع ذلك، عين ميلران صديقه جزئيًا لإثبات استقلاليته، وجزئيًا لرغبته في تشكيل «اتحاد جمهوري» يتجاوز الانتماءات الحزبية، وظل ثابتًا على موقفه.
كان على ستيغ التعامل مع إضراب عام أطلقه الاتحاد العام للعمل (سي دي تي) في 1 مايو 1920، حيث بدأ عمال النقل الإضراب، ثم تبعهم عمال المناجم والبحّارة وعمال الموانئ والصناعات المعدنية وغيرهم. اتخذت الحكومة إجراءات صارمة لإنهاء الإضراب، وصرّح ستيغ في 20 مايو 1920 بأن محاولة تعمّد إغراق الاقتصاد الوطني في الفوضى يُعتبر عملًا إجراميًا. فشل الإضراب وانتهى في 28 مايو 1920، وانتهى بعودة آخر العمال في 28 مايو 1920. احتفظ ستيغ بمنصبه كوزير للداخلية في حكومة جورج ليغيس التي تشكلت في 24 سبتمبر 1920. لكنه غادر المنصب عندما شكّل أريستيد برياند حكومته في 16 يناير 1921. بعد ذلك، انتُخب رئيسًا للجنة الإدارة العامة والإدارات المحلية والبلديات.